# Porsche-arrest
Het Porsche-arrest (HR 15 oktober 1996, NJ 1997/199) is een arrest van de Nederlandse Hoge Raad dat betrekking heeft op een dodelijke aanrijding en de kwalificatie voorwaardelijk opzet.

## Casus
De verdachte heeft in verschillende cafés meerdere glazen bier gedronken en is daarna als bestuurder met een kameraad in de Porsche 928 van die kameraad gestapt. Zijn rijgedrag is onverantwoord. Hij rijdt met hoge snelheid –120 à 130 km/u, terwijl 80 km/u is toegestaan– negeert tweemaal een rood licht en doet een paar gevaarlijke inhaalmanoeuvres. Bij een volgende inhaalmanoeuvre gaat het na een paar pogingen mis: op een drukke provinciale weg botst de Porsche frontaal op een tegenligger. Hierbij komen vijf personen om het leven: vier personen in een Volvo 340 en de kameraad in de Porsche.

## Rechtsvraag
Kan uit de gedraging van de verdachte voorwaardelijk opzet op de dood van de slachtoffers worden afgeleid, nu hij voor het fatale ongeluk, de inhaalmanoeuvre een aantal keer heeft afgebroken? (Nee)

## Procesgang
De bestuurder werd primair vervolgd wegens doodslag (art. 287 Sr) en pas subsidiair op basis van art. 36 WVW (oud) – thans art. 6 WVW 1994 (dood door schuld in het verkeer).
De Porsche-bestuurder wordt in hoger beroep door het hof veroordeeld wegens doodslag, gebaseerd op voorwaardelijk opzet. In cassatie is dit arrest vernietigd, terwijl de strafzaak is doorverwezen naar een ander hof.

### Hof
Het hof oordeelde dat sprake was van voorwaardelijke opzet en veroordeelde dan ook wegens doodslag. Het hof overwoog:

Door de raadsman van verdachte is, kort samengevat, betoogd dat de bestuurder van de Porsche niet het opzet, ook niet in de zin van voorwaardelijk opzet, heeft gehad de slachtoffers te doden.

Het hof overweegt dienaangaande het volgende:

Uit de gebezigde bewijsmiddelen blijkt dat er met de Porsche kort voor de aanrijding met hoge snelheid is gereden, dat er twee maal door rood licht is gereden, dat er zich gevaarlijke inhaalmanoeuvres hebben voorgedaan en dat verdachte kort tevoren alcoholhoudende drank had gedronken. Naar het oordeel van het hof heeft verdachte door op voormelde wijze aan het verkeer deel te nemen zich willens en wetens blootgesteld aan de aanmerkelijke kans, dat andere verkeersdeelnemers ten gevolge van zijn handelwijze van het leven zouden worden beroofd zodat zijn opzet –in de zin van voorwaardelijk opzet– op die levensberoving betrekking had.

### Hoge Raad
De Hoge Raad overwoog:

5.4

In gevallen als het onderhavige, dat zich hierdoor kenmerkt dat de gebezigde bewijsmiddelen nopen tot de gevolgtrekking dat de verdachte door zijn handelwijze ook zelf aanmerkelijk levensgevaar heeft gelopen, dient de rechter evenwel in zijn oordeel te betrekken dat –behoudens aanwijzingen voor het tegendeel– naar ervaringsregelen niet waarschijnlijk is dat de verdachte de aanmerkelijke kans dat een frontale botsing met een tegemoetkomende auto zal plaatsvinden, en hij als gevolg van zijn gedraging zelf het leven zal verliezen, eveneens op de koop toe neemt.

5.5

Gelet op het evenoverwogene en in aanmerking genomen dat de gebezigde bewijsmiddelen inhouden dat de verdachte meermalen –kennelijk om een botsing te vermijden– een ingezette inhaalmanoeuvre heeft afgebroken vooraleer de in de bewezenverklaring bedoelde fatale inhaalmanoeuvre uit te voeren, hetgeen er op wijst dat althans in de voorstelling en naar de verwachting van de verdachte laatstbedoelde manoeuvre niet tot een botsing zou leiden, behoeft de bewezenverklaring, in het bijzonder voor zover daarbij is aangenomen dat verdachtes opzet was gericht op de dood van de slachtoffers, nadere motivering.

5.6

Het middel is derhalve terecht voorgesteld.

## Tot besluit
- In het arrest Enkhuizer doodslag wordt de bestuurder wél veroordeeld wegens doodslag op basis van voorwaardelijk opzet. Het verschil met het Porsche-arrest is dat het hier een aanrijding betrof met fietsers zodat verdachte veel minder de kans liep zelf het leven te verliezen.